# Lio Tipton
Lio Tipton (Minneapolis, Minnesota, 9 de noviembre de 1988) es una personalidad estadounidense, profesional en el modelaje y la actuación y ex-estrella del patinaje artístico sobre hielo, conocida por participar en la temporada 11 de America's Next Top Model y por su trabajo en películas como Crazy, Stupid, Love y Warm Bodies. En 2021, Tipton anunció ser de género no binario.

## Vida y carrera

### Primeros años
Cuando tenía 8 años, su familia se mudó a Sacramento, California. Estudió en la Universidad Marymount en Palos Verdes, California. Firmó con I Model & Talent en Los Ángeles y participó en la semana de la moda de Los Ángeles en 2008.
Empezó a patinar con 2 años y medio. Más tarde, Tipton y su pareja de patinaje, Phillip Cooke, fueron campeones regionales dos veces, y compitieron en los Campeonatos Junior de Patinaje Artístico de EE. UU. dos veces en el nivel juvenil. Se retiró del patinaje profesional a los 16 años pero continuó patinando en shows benéficos para fundaciones contra el SIDA y para reconstruir una pista de hielo dañada en un incendio.

### Carrera como modelo
En 2008, clasificó en tercer lugar en la temporada 11 de America's Next Top Model. El equipo de reclutamiento encontró a Tipton a través de MySpace y audicionó en los Ángeles. Al principio del programa, Tipton reveló que una vez se encontró con traficantes sexuales que fingían ser agentes de modelos. Fue vendida a un príncipe de Arabia Saudí pero logró escaparse de la situación antes de que el trato fuese finalizado.
Tipton firmó con Ford Models en Los Ángeles y con la Agencia de Artistas Abrams, tanto en la división comercial como en la teatral. Además, apareció en Marie Claire de España, en la edición de la revista Seventeen de diciembre de 2008-enero de 2009, y en varias páginas de Maxim. También ha aparecido en catálogos de Forever 21, Guess, Three Dots y apareció en el calendario de CampusGirls USA Girls of Pac 10 Conference, que recauda dinero para el cáncer de mama.

### Carrera en la actuación
Tipton apareció como estrella invitada en la serie de televisión The Big Bang Theory, en el episodio «The Panty Piñata Polarization». Debutó en el cine en la película The Green Hornet, estrenada el 14 de enero de 2011. Tipton también interpretó el papel de niñera en la película Crazy, Stupid, Love. Este papel obtuvo alabanzas de los críticos, y se le nombró como una «cara que tener en cuenta» por el New York Times.
Apareció en la tercera temporada de la comedia de HBO Hung, interpretando a Sandee, la joven prometida de un gigoló.
Tipton coprotagonizó la película de comedia Warm Bodies, dirigida por Jonathan Levine.
Tiene un papel secundario en la película de ciencia ficción Lucy, protagonizada por la actriz Scarlett Johansson.
Fue protagonista de la película de comedia romántica Two Nights Stand (2014), junto a Miles Teller.

### Vida personal
Tipton anunció en junio de 2021 que es queer y de género no binario, y usa pronombres they/them. 
Tipton se casó con el ejecutivo de entretenimiento Chaz Salembier en octubre de 2022.

## Filmografía
| Año  | Título              | Personaje | Director                    |
| ---- | ------------------- | --------- | --------------------------- |
| 2011 | Crazy, Stupid, Love | Jessica   | Glenn Ficarra               |
| 2011 | Damsels in Distress | Lily      | Whit Stillman               |
| 2011 | The Green Hornet    | Anna Lee  | Michel Gondry               |
| 2013 | Warm Bodies         | Nora      | Jonathan Levine             |
| 2014 | Lucy                | Caroline  | Luc Besson                  |
| 2014 | Buttwhistle         | Rose      | Tenney Fairchild            |
| 2014 | Two Night Stand     | Megan     | Max Nichols                 |
| 2014 | One Square Mile     | Lisa      | Charles-Oliver Michaud      |
| 2015 | Mississippi Grind   | Vanessa   | Anna Boden, Ryan Fleck      |
| 2016 | Between Us          | Verónica  | Rafael Palacio Illingworth  |
| 2016 | Viral               | Stacey    | Henry Joost, Ariel Schulman |
| 2016 | The Runaround       | Ginnie    | Gavin Wiesen                |
| 2016 | In Dubious Battle   | Vera      | James Franco                |
| 2016 | Sadie               | Sadie     | Craig Goodwill              |
| 2019 | Summer Night        | Mel       | Joseph Cross                |

| Año  | Título                   | Personaje    | Notas                                  |
| ---- | ------------------------ | ------------ | -------------------------------------- |
| 2008 | America's Next Top Model | Ella misma   | "Concursante. Tercer lugar"            |
| 2008 | The Dark Lord's Lament   | True Love    |                                        |
| 2008 | The Big Bang Theory      | Analeigh     | "The Party Piñata Polarization"        |
| 2011 | Hung                     | Sandee       |                                        |
| 2013 | The Power Inside         | Ashley       | (6 episodios)                          |
| 2014 | Manhattan Love Story     | Dana Hopkins | Papel principal, junto a Jake McDorman |
| 2015 | The Big Bang Theory      | Vanessa      | "The Mistery Date Observation"         |
| 2015 | Limitless                | Shauna       | "The Legend of Marcos Ramos"           |
| 2015 | The Big Bang Theory      | Vanessa      | "The Mystery Date Observation"         |